# Galisteo (kommunhuvudort)
Galisteo är en kommunhuvudort i Spanien.   Den ligger i provinsen Provincia de Cáceres och regionen Extremadura, i den centrala delen av landet, 220 km väster om huvudstaden Madrid. Galisteo ligger 305 meter över havet och antalet invånare är 2 030.
Terrängen runt Galisteo är platt åt nordväst, men åt sydost är den kuperad. Runt Galisteo är det ganska tätbefolkat, med 124 invånare per kvadratkilometer. Närmaste större samhälle är Plasencia, 16,4 km öster om Galisteo. Trakten runt Galisteo består till största delen av jordbruksmark.